# Vidljive
Vidljive jesu međuinstitucijski projekt i izložba Muzeja suvremene umjetnosti u Zagrebu i partnerskih muzeja Muzeja moderne i suvremene umjetnosti Rijeka, Galerije umjetnina Split, Muzeja likovnih umjetnosti Osijek i Umjetničke galerije Dubrovnik.
Muzej suvremene umjetnosti u Zagrebu je 2023. predstavio izložbu i njezin program, usmjeren na rodnu ravnopravnost i vidljivost žena: umjetnica, autorica u muzejskim zbirkama i drugim oblicima umjetničkog predstavljanja i zastupanja. U 2024. izložba putuje s programom u ostale partnerske institucije u Rijeci, Splitu, Dubrovnik i zaključno u Osijeku.
Autorica koncepcije izložbe i voditeljica projekta je Martina Munivrana, kustosica Muzeja suvremene umjetnosti Zagreb, a surađuju i kustosice partnerskih muzeja: Jasminka Babić (GU Split), Vilma Bartolić (u suradnji s Brankom Benčić i Dianom Zrilić, MMSU, Rijeka), Valentina Radoš (MLU, Osijek), Rozana Vojvoda (UGD, Dubrovnik), Ana Škegro (MSU, Zagreb) za izvedbeni i diskurzivni program, Branka Benčić (MMSU, Rijeka) za filmski program.

## Sudionice
Abecedni popis umjetnica koje sudjeluju u projektu Vidljive: Marija Ančić, Milijana Babić, Lara Badurina, Gordana Bakić, Selma Banich, Maša Barišić, Breda Beban, Ana Bilankov, Duška Boban, Mara Bratoš, Sonja Briski Uzelac, Hrvoslava Brkušić, Josipa Bubaš, Jasenka Bulj, Nikolina Butorac, Branka Cvjetičanin, Tajči Čekada, Tanja Dabo, Vlasta Delimar, Tanja Deman, Ivana Dražić Selmani, Katerina Duda, Jadranka Fatur, Vera Fischer, Ivana Franke, Maja S. Franković, Sonja Gašperov, Martina Grlić, Tina Gverović, Nicole Hewitt, Vlatka Horvat, Ana Hušman, Dunja Ivanišević, Katarina Ivanišin - Kardum, Sanja Iveković, Helena Janečić, Paulina Jazvić, Ivana Jelavić, Jagoda Kaloper, Nina Kamenjarin, Nives Kavurić-Kurtović, Ivana Keser, Lana Ključarić, Nikolina Komljenović, Božena Končić Badurina, Jelena Kovačević, Martina Kramer, Ines Krasić, Andreja Kulunčić, Nina Kurtela, Mirna Kutleša, Ana Kuzmanić, Margareta Lekić, Kristina Leko, Dubravka Lošić, Luiza Margan, Kristina Marić, Ines Matijević Cakić, Martina Meštrović, Martina Mezak, Kata Mijatović, Hana Miletić, Alieta Monas Plejić, Petra Mrša, Ana Mušćet, Nadija Mustapić, Irma Omerzo, Ana Opalić, Nada Orel, Magdalena Pederin, Ivana Pegan, Mariana Pende, Jelena Perić, Ana Petrović, Vesna Pokas, Renata Poljak, Ivana Popović, Vesna Popržan, Ana Požar Piplica, Sonja Pregrad, Nika Radić, Lala Raščić, Kristina Restović, Nika Rukavina, Neli Ružić, Edita Schubert, Nives Sertić, SofijaSilvia, Ana Sladetić Šabić, Marijana Stanić, Sandra Sterle, Lana Stojićević, Matea Šabić Sabljić, Jasna Šikanja, Vlatka Škoro, Mia Štark, Sanja Švrljuga - Milić, Ksenija Turčić, Zrinka Užbinec, Celestina Vičević, Sandra Vitaljić, Ana Vivoda, Ivona Vlašić, Mirjana Vodopija, Zlata Vucelić, Tanja Vujasinović, Anabel Zanze, Vlasta Žanić, Darija Žmak Kunić.